# Kazimir Annamária
Kazimir Anna Mária (további megnevezései: Kazimir Annamária és Kazimir Annamari; 1981 –) magyar szerkesztő-riporter, sajtóreferens.

## Életpályája
Kazimir Károly rendező, színházigazgató és Takács Mária tévébemondó lánya. Édesanyját 16, édesapját 18 éves korában veszítette el. Emléküket küldetésszerűen ápolja.
Konzervatóriumot végezett zongora-karvezetői szakon. Szülei lehetőleg zenei pályára szánták. 2001–2006 között mégis a Színház- és Filmművészeti Egyetem televízió műsorvezető, rendező szakának hallgatója lett  Horváth Ádám és Vitray Tamás osztályában. Volt szerkesztő a Magyar Televízióban és a Magyar ATV-ben, majd internetes hírvideózásra váltott. Az Origónál kezdett, majd a Hír24-nél, illetve a 24.hu-nál dolgozott, ezt követően pedig a HVG online munkatársa, videós tudósítója volt. Majd a budapesti Katona József Színházban eleinte Veiszer Alinda beszélgetéseihez készített videókat. 2013 óta Máté Gábor felkérésére a színház sajtókapcsolatokért felelős munkatársa. 2024-ben távozott a színháztól.

## Filmek
- A nevetés és felejtés filmje... Anyukám emlékére (dokumentumfilm, rendező, szerkesztő – diplomamunka, 2005)[5]

## Műsorok
- Csoportkép (kulturális magazin Vészi Jánossal, műsorvezető, 2006,[6] ATV)
- Az utókor ítélete (Varnus Xavér komolyzenei műsora, szerkesztő, 2003,[7] MTV)
- A tévé ügyvédje (fogyasztóvédelmi magazin Juszt Lászlóval, riporter, MTV)